# トトメス2世の墓
トトメス2世の墓（トトメス2せいのはか）は、エジプトのルクソール西部にある古代エジプトの墓である 。エジプトとイギリスの合同チームにより発見され、第18王朝のファラオ・トトメス2世と関連がある。トトメス2世のミイラは1881年にデイル・エル・バハリの隠し場所から発見された。王墓の発見は1922年のツタンカーメンの墓の発見以来である。

## 発見
2022年10月にルクソール西部のWadi Cで入口と通路が発見され、Wadi C-4と指定されたことで調査が開始された。この墓は第3中間期以来封印されたままだったと考えられている。度重なる洪水により通路がコンクリートのように固まった瓦礫で塞がれ、一部の天井が崩壊していた。
調査チームはこの墓がトトメス3世の妻の墓やハトシェプストの埋葬予定地だった場所に近接していることから王妃の墓だと考えていた。王家の墓と確認されるまで、約3年間綿密な調査が続けられた。
エジプト考古省は、1922年にツタンカーメンの墓が発見されて以来のファラオの墓の発見だとしている。ツタンカーメン以降もプスセンネス1世の墓（1940年）、セネブカイの墓（2014年）など複数の王墓が発見されたが、新王国時代の王墓発見はツタンカーメン以来である。

## 遺物
墓から王墓だと裏付けるいくつかの遺物が発見された。残存する装飾品としてトトメス2世とハトシェプストの名前が刻まれたアラバスターの容器のかけらがあり、幼少のトトメス3世の代わりにハトシェプストが葬儀を行ったことを示唆している。これらは副葬品として初めて発見されたものであり、他のものは洪水により破壊されたと考えられている。